# Rockstar San Diego
ロックスター・サンディエゴ（英:Rockstar San Diego, Inc.）は、アメリカ合衆国カリフォルニア州に本社を置くゲーム開発会社。テイクツー・インタラクティブ内のブランド、Rockstar Games傘下であり、オフラインからオンライン向けのゲーム開発を行うスタジオの1つである。

## 概要
旧社名はエンジェル・スタジオ（Angel Studios, Inc.）であったが、Rockstar Games（テイクツー・インタラクティブ）による買収が成立し、ロックスター・サンディエゴに改名した。
レッド・デッドシリーズが有名であるが、2018年10月26日に発売されたレッド・デッドシリーズ3作目である『レッド・デッド・リデンプション2』では、ロックスター・ゲームスのみのロゴしか登場しなかった。

## 開発作品
- Midtown Madnessシリーズ(1作目、2作目)
- 湾岸 Midnight Clubシリーズ
- レッド・デッドシリーズ
- Smuggler's Runシリーズ